# Utivarachna gui
Utivarachna gui är en spindelart som först beskrevs av Zhu, Song och Kim 1998.  Utivarachna gui ingår i släktet Utivarachna och familjen flinkspindlar. Inga underarter finns listade i Catalogue of Life.